# Ковальчук Андрій Іванович
Андрій Іванович Ковальчук (нар. 30 травня 1914, село Озеряни, тепер Тлумацького району Івано-Франківської області — ?) — український радянський діяч, тракторист Отинянської МТС Отинянського району Станіславської (Івано-Франківської) області. Депутат Верховної Ради УРСР 4-го скликання.

## Життєпис
Народився у селянській родині. Працював у сільському господарстві.
З липня 1944 року — у Червоній армії, учасник німецько-радянської війни. Служив помічником навідника станкового кулемету 2-ї кулеметної роти 1188-го стрілецького полку 357-ї стрілецької дивізії, номером гарматного розрахунку батареї 76-мм гармат 1379-го стрілецького полку 87-ї стрілецької дивізії 2-го Прибалтійського фронту. Був двічі поранений.
Після демобілізації працював рільником (полеводом), головою правління колгоспу села Озеряни Отинянського (тепер — Тлумацького) району Станіславської області.
З осені 1950 року — причіплювач у колгоспі. Потім закінчив курси трактористів у місті Городенці Станіславської області, працював трактористом.
У 1953—1954 роках — помічник бригадира першої тракторної бригади Отинянської машинно-тракторної станції (МТС) Отинянського району Станіславської області. З 1954 року — тракторист Отинянської машинно-тракторної станції (МТС) Станіславської області.
Потім — на пенсії у селі Озеряни Тлумацького району Івано-Франківської області.

## Нагороди
- орден Вітчизняної війни 2-го ст. (6.04.1985)
- ордени
- дві медалі «За відвагу» (1.03.1945, 15.06.1945)